# Liste der Museen im Kreis Heinsberg
Die Liste der Museen im Kreis Heinsberg enthält Museen im Kreis Heinsberg, die unter anderem Kunst, Heimatgeschichte und Montangeschichte vorstellen.

## Liste der Museen
| Bezeichnung                               | Ort              | Bemerkungen | Bild |
| ----------------------------------------- | ---------------- | --- | ---- |
| Rheinisches Feuerwehrmuseum               | Erkelenz         | Unter anderem 21 Feuerwehrfahrzeuge aus den Jahren 1930 bis 1965.                                                    |      |
| Alte Senfmühle Terhorst                   | Erkelenz         | [ 2 ] |      |
| Kleinbahnmuseum Selfkantbahn              | Gangelt          | Getragen von der Interessengemeinschaft historischer Schienenverkehr (IHS).                                          |      |
| Museumsmühle Breberen                     | Gangelt-Breberen | [ 4 ] |      |
| Dorf- und Feuerwehrmuseum Birgden         | Gangelt          | [ 5 ] |      |
| Historisches Klassenzimmer Immendorf      | Geilenkirchen    | Dokumentation des Schullebens in der ehemaligen Hauptschule Immendorf.                                               |      |
| Haus Basten                               | Geilenkirchen    | [ 7 ] |      |
| Begas Haus                                | Heinsberg        | Museum für Kunst und Regionalgeschichte.                                                                             |      |
| Heimatmuseum Randerath                    | Heinsberg        | Heimatmuseum in privater Trägerschaft, seit 1985.                                                                    |      |
| Mineralien- und Bergbaumuseum Hückelhoven | Hückelhoven      | [ 9 ] |      |
| Opel-Museum Hückelhoven                   | Hückelhoven      | [ 10 ] |      |
| Besucherbergwerk „Schacht 3“              | Hückelhoven      | Besucherbergwerk der ehemaligen Steinkohlenzeche Sophia Jacoba, die als modernstes Steinkohlenbergwerk Europas galt. |      |
| Korbmacher-Museum Hilfarth                | Hückelhoven      | [ 12 ] |      |
| Bauernmuseum Selfkant                     | Tüddern          | [ 13 ] |      |
| Haarener Mühle                            | Waldfeucht       | [ 14 ] |      |
| Heimatmuseum Wassenberg-Myhl              | Wassenberg       | [ 15 ] |      |
| Bergfried Wassenberg                      | Wassenberg       | [ 16 ] |      |
| Museum für Europäische Volkstrachten      | Wegberg-Beeck    | [ 17 ] |      |
| Beecker Flachsmuseum                      | Wegberg          | [ 18 ] |      |
| Schrofmühle                               | Wegberg          | Dauerausstellung „Wegberg und das Tal der Mühlen“.                                                                   |      |